# PGC 31406
LEDA/PGC 31406 ist eine Galaxie mit aktivem Galaxienkern im Sternbild Löwe auf der Ekliptik, die schätzungsweise 289 Millionen Lichtjahre von der Milchstraße entfernt ist. Vermutlich bildet sie gemeinsam mit IC 2590 ein gravitativ gebundenes Galaxienpaar. 

Im selben Himmelsareal befindet sich u. a. die Galaxie IC 2598.